# Xã Estabrook, Quận Foster, Bắc Dakota
Xã Estabrook (tiếng Anh: Estabrook Township) là một xã thuộc quận Foster, tiểu bang Bắc Dakota, Hoa Kỳ. Năm 2010, dân số của xã này là 74 người.